# Neotyp
Neotyp (gr. νέος „nowy” τύπος „odbicie, wzór, znak, odcisk”)  – w taksonomii jest to okaz wyznaczany zamiast okazu typowego danego taksonu. Autor opisu nowego taksonu zazwyczaj w dokumentacji jego opisu zostawia do przechowania jego typowy okaz, tzw. holotyp lub lektotyp. Gdy jednak taki okaz nie został wyznaczony, został zgubiony lub uległ zniszczeniu, wyznaczany jest okaz zastępczy – neotyp. Czasami rolę neotypu pełnić może ilustracja lub zdjęcie.